# Grotella harveyi
Grotella harveyi är en fjärilsart som beskrevs av Barnes och Benjamin 1922. Grotella harveyi ingår i släktet Grotella och familjen nattflyn. Inga underarter finns listade i Catalogue of Life.